# ماها احمد
ماها احمد (زاده ۱۶ ژوئیه ۱۹۷۴)، بازیگر مصری است. او همسر مجدی کامل بازیگر است. فعالیت هنری او از سال ۱۹۹۳ تا کنون ادامه دارد.

## آثار

### فیلم سینمایی
- 1994: جنگ توت فرنگی
- 1995: کرملا
- 1998: دیوار قهرمانی
- 2001: گالا گالا
- 2003: با مامان صحبت کن
- 2004: الباشا دانشجو است
- 2005: دوستت دارم و برایت می‌میرم
- 2006: لخما راس
- 1385: عبده مواسم
- 2009: Stay Meet Me
- 2011: خیابان الحرام
- 2014: رویای بزرگ (فیلم کوتاه)

### سریالها
- 1993: دیوار جریان چشم
- 1993: ماجراهای یک مرد جوان فالح
- 1994: به طوری که ماه غروب نمی‌کند
- 1994: خارهای عشق
- 1995: چیزی در سینه من
- 1995: زنان این کار را نمی‌کنند
- 1996: و صلح پایان است
- 1996: Taming the Fierce
- 1996: گوه
- 1996: خارهای عشق، قسمت 2
- 1997: به طور موقت از خدمت خارج شد
- 1997: السرایا
- 1998: پاشنه بلند
- 1998: عشق محافظت شده
- 1377: قضاوت در اسلام، قسمت 8
- 1998: رویاهای فقرا اما ثروتمندان
- 1999: او و دیگران
- 1999: روز و شب
- 1999: عشق و خشم موال
- 1999: شوری که هرگز نمی‌میرد
- 1999: ام کلثوم
- 2000: درد باد
- 2000: رویای یک عمر
- 2000: رویای آخر شب
- 2000: نامه‌های یادبود
- 2000: اپرا آیدا
- 1379: قضاوت در اسلام، قسمت نهم
- 2000: Soft Shackles
- 2001: گذشته برمی گردد
- 2001: گفتگوی صبح و عصر
- 2002: خورشید نیمه شب
- 1381: حمام باشتک
- 2002: دنیا خوش شانس است
- 2002: بدو، فرار کن
- 2003: بنیاد ماه عسل
- 2003: فقط برای افراد شاد
- 2003: فراتر از سالها
- 2003: سفید x سفید
- 2005: کارانتینا
- 2006: چه اتفاقی افتاد؟
- 2006: دانشمندان روی میز شطرنج
- 2006: سن وارونه
- 2008: قلب خطر
- 2008: خانه استراحت
- 2008: دبیرستان
- 2009: نوسا و باسبوسا
- 2010: Children's Channel.com
- 2010: روزهای عشق و بدبختی
- 2016: فقط زندگی کن
- ۲۰۱۷: عروسک‌های چوبی
- ۲۰۱۷: حلال
- ۲۰۱۸: پیام‌ها
- ۲۰۲۰: عمر و دیاب
- ۲۰۲۲: خانه پریشانی

### نمایشنامه
- 1994: زنبورها
- 1995: قانون اساسی، اربابان ما
- 1998: بابی گارد
- 1999: آرایشگر بغداد
- 2002: تارایوو
- ۲۰۰۹: ای دنیا، دزد
- ۲۰۱۷: این هرم من است

### انیمیشن
- ۲۰۱۶: خانواده رمضان کریم
- ۲۰۱۷: خانواده رمضان کریم قسمت ۲

## سریال‌های رادیویی
- ۱۳۸۵: تحسین و خواهران دیوانه اش
- ۲۰۱۰: عثمان یازدهم

### الفوازیر
- ۱۹۹۷: همسایگان ما
- ۲۰۰۱: جسور باشید